# Rolada biszkoptowa

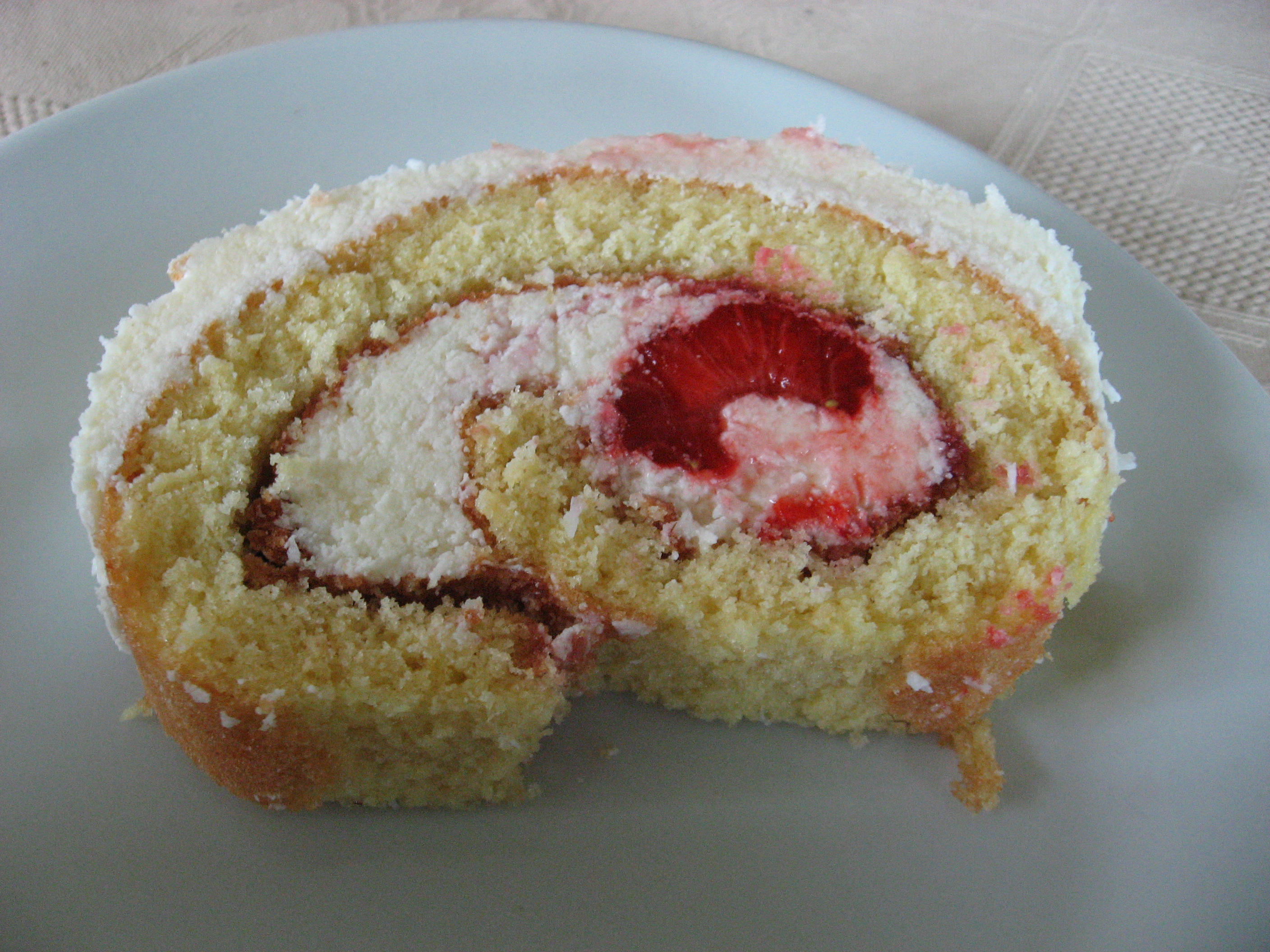
Porcja rolady na słodko

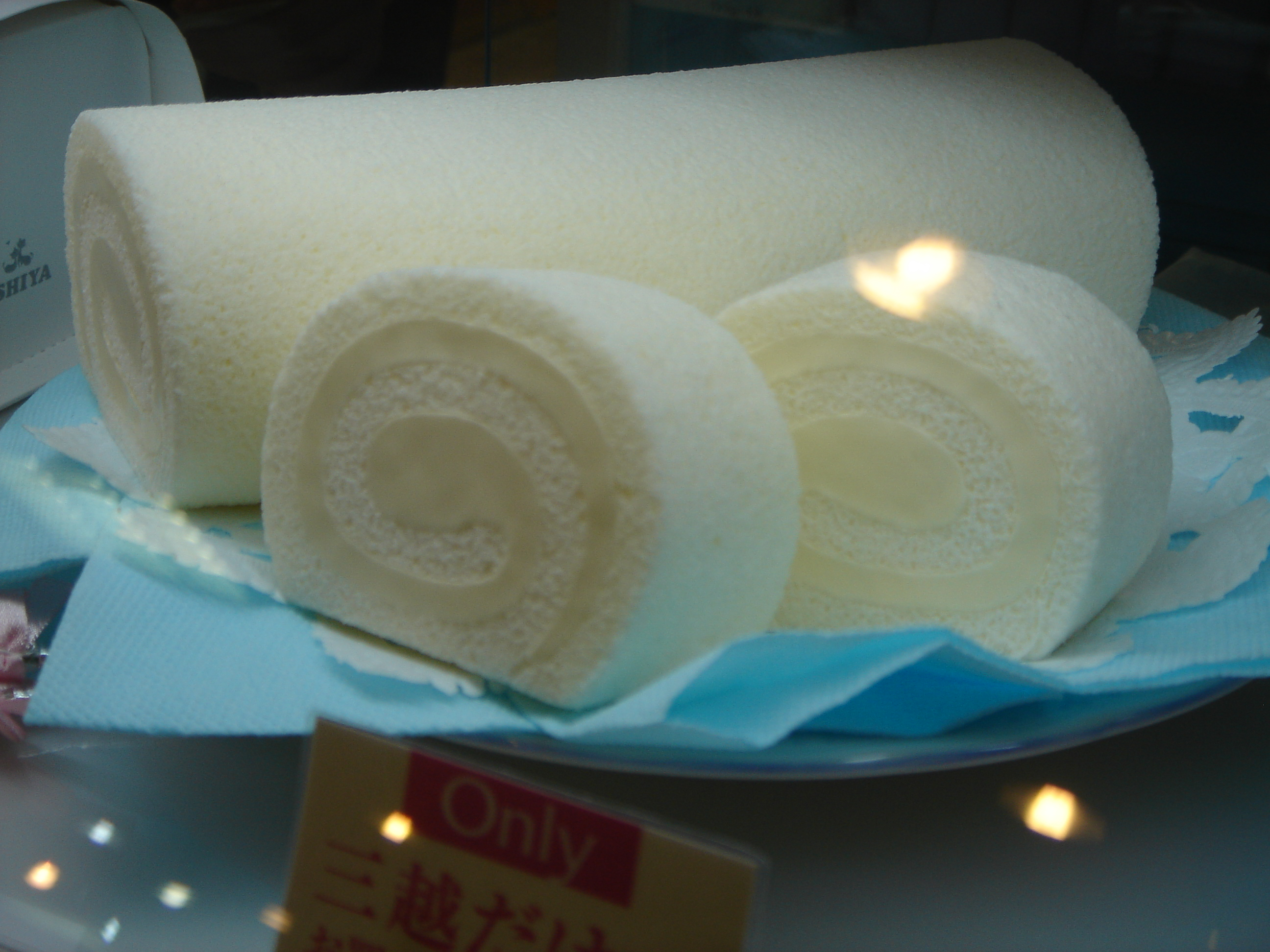
Rolada z lodami (biszkopt bez żółtek)

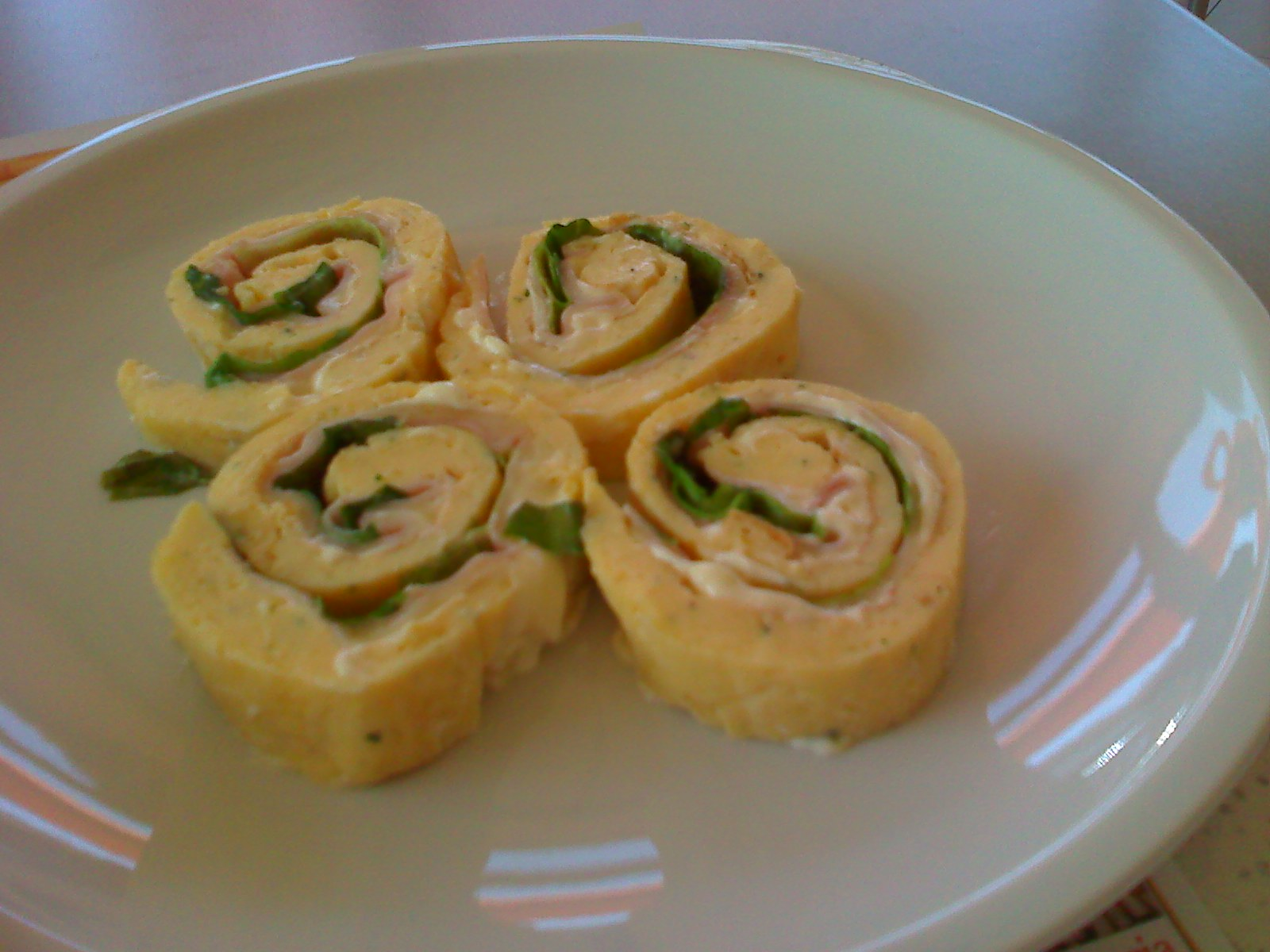
Rolada na słono (z nadzieniem ze szpinaku, wędliny i majonezu)

Rolada (z fr. roulade: rouler = „(ob)toczyć”) – rodzaj ciasta deserowego albo słonej przystawki, gdzie ciasto biszkoptowe zawinięte jest wraz z nadzieniem w rulon.

## Rolady na słodko
Ciasto biszkoptowe przeznaczone na słodką roladę piecze się krótko w wysokiej temperaturze – powinno być delikatne i elastyczne. Nadzieniem może być np. krem i galaretka owocowa, utrwalana bita śmietana i owoce z syropu, konfitura, marmolada. Przyrządza się też rolady mrożone z nadzieniem z lodów. Rolady wykańcza się cukrem pudrem lub polewą. Charakterystycznym przykładem rolady wykańczanej kremem jest bożonarodzeniowe ciasto bûche de Noël w kształcie polana lub konaru drzewa.

## Rolady na słono
Rolady wytrawne (roladki) podaje się jako zimne przystawki. Przeznacza się na nie wytrawne ciasto biszkoptowe zawierające dodatek warzyw, np. buraków, marchewki lub szpinaku. Upieczone blaty biszkoptowe powinny mieć wysokość ok. 0,5–0,7 cm. Jako nadzienie wykorzystuje się serki kremowe, pasty z tofu oraz kolorowe dodatki (warzywne lub mięsne). Gotowe roladki mają typowo ok. 5–6 cm średnicy. Po przyrządzeniu zazwyczaj przechowuje się je w chłodziarce.